# Marklowice (gmina)
Marklowice – gmina wiejska w Polsce w województwie śląskim, w powiecie wodzisławskim. W latach 1975–94 była dzielnicą miasta Wodzisław Śląski. W latach 1995–1998 gmina administracyjnie należała do województwa katowickiego.
Siedziba gminy to Marklowice. Jest to jedyna miejscowość podstawowa w gminie.
Według danych z 31 grudnia 2015 gminę zamieszkiwało 5 440 osób.

## Struktura powierzchni
Według danych z roku 2002 gmina Marklowice ma obszar 13,76 km², w tym:
- użytki rolne: 77%
- użytki leśne: 7%

Gmina stanowi 4,8% powierzchni powiatu.

## Demografia
Dane z 30 czerwca 2004:
| Opis                              | Ogółem | Ogółem | Kobiety | Kobiety | Mężczyźni | Mężczyźni |
| --------------------------------- | ------ | ------ | ------- | ------- | --------- | --------- |
| jednostka                         | osób   | %      | osób    | %       | osób      | %         |
| populacja                         | 5057   | 100    | 2589    | 51,2    | 2468      | 48,8      |
| gęstość zaludnienia (mieszk./km²) | 367,5  | 367,5  | 188,2   | 188,2   | 179,4     | 179,4     |

Zobacz też gmina Markowice, gmina Markowce.

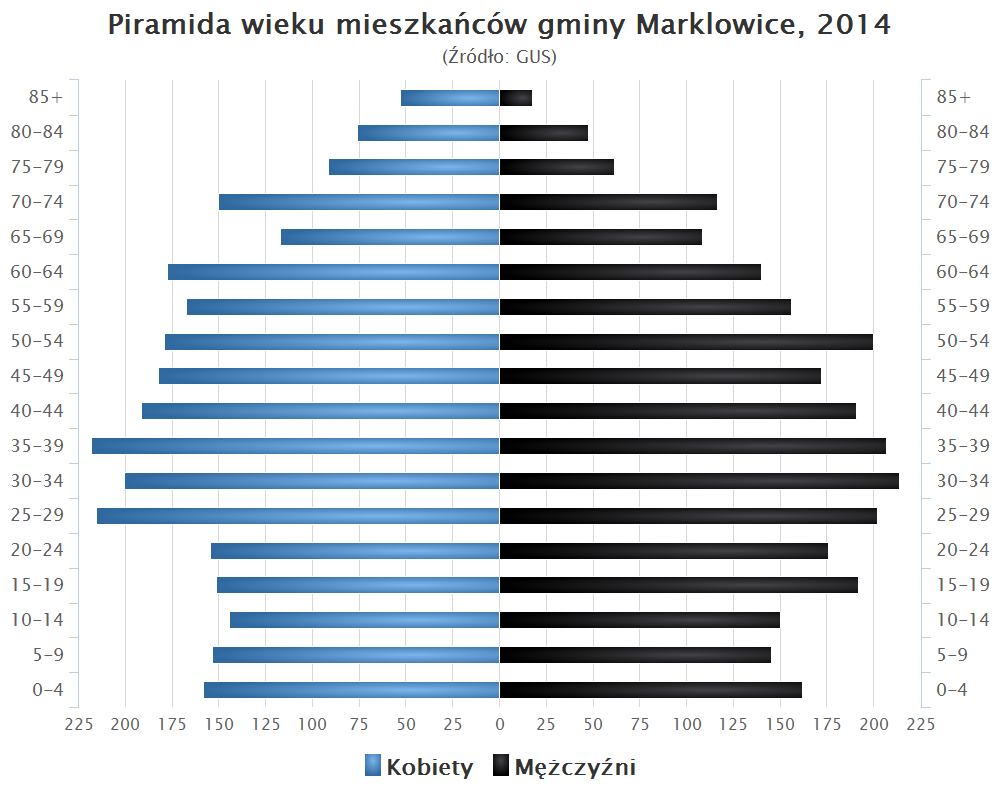
Piramida wieku mieszkańców gminy Marklowice w 2014 roku

## Inne informacje
W drugich wyborach prezydenckich w 2020 roku, w związku z trwającą pandemią COVID-19, Państwowa Komisja Wyborcza zarządziła na terenie gminy Marklowice głosowanie wyłącznie korespondencyjne.

## Miasta partnerskie
- Barlin
- Stonawa

## Sąsiednie gminy
Mszana, Radlin, Rybnik, Świerklany, Wodzisław Śląski